# Veterné
Veterné (1442 m n. m.) je hora v Malé Fatře na Slovensku. Jedná se o travnatý vrchol nacházející se v hlavním hřebeni lúčanské části pohoří mezi vrcholy Vidlica (1466 m) na severovýchodě a Horná lúka (1290 m) na jihozápadě. Je to 3. nejvyšší vrchol této části Malé Fatry. Západní svahy spadají do Svitačové doliny, jihovýchodní do doliny potoka Bystrička. Úbočí hory pokrývají husté porosty brusnice borůvky. Vrchol je dobrým rozhledovým bodem.

## Přístup
- po červené  značce z vrcholu Vidlica nebo z vrcholu Horná lúka
- po žluté  značce ze Svitačové doliny